# Campo volcánico de San Pablo
Campo volcánico de San Pablo es un campo volcánico al norte del país asiático de Filipinas localizado específicamente en la isla de Luzón.
El Programa global delvolcanismo del Instituto Smith claisifica el campo volcánico de San Pablo como un campo volcánico activo reciente con numerosas áreas geotérmicas dentro de él.
El Instituto Filipino de Vulcanología y Sismología (PHIVOLCS) sin embargo clasifica alguna de sus características de forma diferente y por separado.